# 圣迪马斯 (加利福尼亚州)
圣迪马斯（英語：San Dimas）是美国加利福尼亚州洛杉矶县下属的一座城市。建市于1960年8月4日，面积大约为15.04平方英里（39平方公里）。根据2010年美国人口普查，该市有人口33,371人。